# James Callaghan
Leonard James Callaghan (ur. 27 marca 1912 w Portsmouth, zm. 26 marca 2005 w Ringmer) – brytyjski polityk, Premier Wielkiej Brytanii oraz członek Partii Pracy.
W latach 1945–1987 był deputowanym do Izby Gmin. Od 1964 do 1967 r. Kanclerzem Skarbu, w latach 1967–1970 ministrem spraw wewnętrznych, od 1974 do 1976 r. – spraw zagranicznych, od roku 1976 przez trzy lata sprawował funkcję premiera. W 1987 roku otrzymał dożywotni tytuł barona Callaghan of Cardiff. Najdłużej żyjący ze wszystkich premierów brytyjskich.

## Życiorys

### Wczesne lata życia i początki kariery politycznej
Przyszły premier urodził się przy Funtington Road nr 38 w Portsmouth w 1912 r. Jego ojciec, James Callaghan, był bosmanem w Royal Navy. Jego matką była Charlotte Cundy. Wykształcenie odebrał w Portsmouth Northern Secondary School. Mimo iż w 1929 r. uzyskał Senior Oxford Certificate nie udało mu się dostać na studia. Rozpoczął więc pracę inspektora podatkowego w Indland Revenue. Uczestniczył wówczas w utworzeniu związku zawodowego pracowników urzędów podatkowych i stał się członkiem jego zarządu. W 1931 r. wstąpił do Partii Pracy.
Callaghan szybko piął się w hierarchii związkowej, co zwróciło na niego uwagę Harolda Laskiego, przewodniczącego Narodowego Komitetu Wykonawczego Partii Pracy, który zaproponował Callaghanowi start w wyborach do Izby Gmin. Tymczasem jednak wybuchła II wojna światowa i Callaghan zaciągnął się do Royal Navy, gdzie dosłużył się stopnia porucznika. Podczas zdawania egzaminów na ten stopień okazało się, że cierpi na gruźlicę. Został więc wycofany z czynnej służby, a po kuracji w Royal Naval Hospital Haslar w Gosport przydzielono go do pracy w Admiralicji, gdzie pracował w sekcji japońskiej. W 1945 r. został przydzielony do Floty Indyjskiej i służył na HMS „Queen Elizabeth”.
Przed wyruszeniem na Ocean Indyjski Callaghan został wybrany laburzystowskim kandydatem w okręgu Cardiff South. Nominację zapewnił sobie niewielką większością – uzyskał 12 głosów, podczas gdy jego konkurent, George Thomas, zdobył 11 głosów. Po zakończeniu wojny w Europie, jako kandydat do parlamentu, powrócił do Wielkiej Brytanii. Wybory odbyły się 26 lipca 1945 r. i przyniosły zwycięstwo laburzystom. Callaghan również wygrał wybory w swoim okręgu pokonując konserwatystę Arthura Evansa większością 6000 głosów. Callaghan reprezentował okręgi wyborcze z Cardiff do końca swojej kariery parlamentarnej w 1987 r. Po likwidacji okręgu Cardiff South w 1950 r. reprezentował okręg wyborczy Cardiff South East, a od 1983 r. okręg wyborczy Cardiff South and Penarth.
Pierwszym stanowiskiem rządowym sprawowanym przez Callaghana był urząd parlamentarnego sekretarza w ministerstwie transportu, który objął w 1947 r. W tym czasie wprowadzono na brytyjskich ulicach przejścia dla pieszych (popularne „zebry”) oraz zwiększono wykorzystanie świateł odblaskowych na drogach. W 1950 r. Callaghan został parlamentarnym i finansowym sekretarzem Admiralicji. Był również delegatem do Rady Europy. Stanowisko sekretarza utracił po porażce wyborczej laburzystów w 1951 r. W latach 1955–1960 był parlamentarnym doradcę Police Federation. W 1960 r. wystartował w wyborach na wiceprzewodniczącego partii jako przeciwnik jednostronnego rozbrojenia nuklearnego. Przegrał wprawdzie z George’em Brownem, ale już rok później został Kanclerzem Skarbu w gabinecie cieni Hugh Gaitskella. Kiedy Gaitskell zmarł w 1963 r. Callaghan zgłosił swoją kandydaturę w wyborach na lidera partii, ale zajął trzecie miejsce, za Haroldem Wilsonem i George’em Brownem.

### Na stanowiskach ministerialnych
Wybory parlamentarne w październiku 1964 r. wygrała Partia Pracy, ale zyskała tylko o 8 miejsc więcej niż Partia Konserwatywna. Premierem został lider laburzystów Harold Wilson, który mianował Callaghana Kanclerzem Skarbu. Okres urzędowania Callaghana przypadł na czas kryzysu gospodarczego, wysokiego bezrobocia, wysokiej inflacji oraz deficytu budżetowego. 11 listopada Callaghan przedstawił projekt swojego pierwszego budżetu, który zakładał podwyższenie podatku dochodowego, akcyzy na paliwo oraz wprowadzenie podatku od dochodów kapitałowych. 23 listopada zadecydowano o podniesieniu odsetek bankowych z 2 do 7%. Spowodowało to konflikt z lordem Cromerem, dyrektorem Banku Anglii, który skrytykował ekonomiczną politykę rządu.
W pierwszej połowie 1965 r. sytuacja gospodarcza ustabilizowała się, co pozwoliło na obniżenie odsetek do poziomu 6%. W czerwcu Callaghan udał się z wizytą do USA, gdzie spotkał się z prezydentem Stanów Zjednoczonych Lyndonem Johnsonem oraz członkami Międzynarodowego Funduszu Walutowego. Kolejny kryzys nadszedł w lipcu w związku z niestabilną pozycją funta. W 1966 r. przewaga Partii Pracy nad konserwatystami stopniała do jednego głosu. 28 lutego Wilson zarządził przedterminowe wybory. 1 marca Callaghan przedstawił Izbie Gmin projekt budżetu, jednocześnie zapowiedział wprowadzenie w Wielkiej Brytanii systemu dziesiętnego (co ostatecznie nastąpiło dopiero w 1971 r., za rządów konserwatystów). Ogłosił również zmiany przepisów dotyczących hipoteki.
Wybory 1966 r. wygrała Partia Pracy uzyskując 363 miejsca w Izbie Gmin, wobec 252 uzyskanych przez konserwatystów. 4 maja Callaghan przedstawił projekt budżetu, który zakładał wprowadzenie podatku od zatrudnionych. Kilka dni później rozpoczął się strajk związku zawodowego marynarzy, który stał się początkiem całej serii strajków. Doprowadziły one do kolejnego kryzysu ekonomicznego. Sytuacja ustabilizowała się dopiero w 1967 r., co pozwoliło Callaghanowi wygrać wybory na skarbnika Partii Pracy. Wkrótce jednak rozpoczął się kolejny kryzys, związany z napiętą sytuacją na Bliskim Wschodzie, co zmusiło rząd do ogłoszenia 15 listopada dewaluacji funta. W następstwie narastającej krytyki Callaghan zrezygnował ze stanowiska Kanclerza Skarbu. 30 listopada otrzymał nominację na ministra spraw wewnętrznych.
Okres urzędowania Callaghana był znaczony narastającym konfliktem w Irlandii Północnej. To właśnie Callaghan podjął decyzję o wysłaniu do Irlandii Północnej brytyjskich oddziałów wojskowych. W 1968 r. uchwalono kontrowersyjny Immigration Act, który wprowadzał rozróżnienie na obywateli byłych kolonii, którzy mieli wolny wstęp do Wielkiej Brytanii, oraz na obywateli innych państw, którzy musieli przechodzić kontrolę imigracyjną. W tym samym roku uchwalono Race Relations Act, który zakazywał odmowy zatrudnienia, edukacji lub przyznania mieszkania ze względu na uprzedzenia rasowe.
Nowe wybory odbyły się w 1970 r. i zakończyły się porażką laburzystów. Callaghan został w 1972 r. ministrem spraw zagranicznych w gabinecie cieni. Przedstawił wówczas ideę „paktu społecznego”, jaki zawrzeć miał rząd ze związkami zawodowymi. Po wyborczym zwycięstwie Partii Pracy w 1974 r. Callaghan został ministrem spraw zagranicznych. Prowadził negocjację dotyczące przystąpienia Wielkiej Brytanii do Wspólnego Rynku. W 1975 r. popierał głosowanie na „tak” w rozpisanym w tej sprawie referendum.

### Premier Rządu Jej Królewskiej Mości

James Callaghan i Jimmy Carter

Po niespodziewanej rezygnacji Harolda Wilsona ze stanowiska premiera w 1976 r. Callaghan został jego następcą zarówno na stanowisku premiera, jak i lidera partii. Przed nowym premierem stało trudne zadanie – laburzystowski rząd nie miał większości w Izbie Gmin i musiał szukać porozumienia z mniejszymi partiami, m.in. z Partią Liberalną oraz musiał zgodzić się na referendum w sprawie niepodległości Szkocji i Walii (Szkoci w referendum opowiedzieli się za niepodległością, ale referendum było nieważne, gdyż nie uzyskano wymaganej frekwencji. Walijczycy głosowali przeciw).
Callaghanowi sprzyjała poprawa sytuacji ekonomicznej. Poprawiły się relacje ze związkami zawodowymi, udało się zredukować inflację, wzmocnić funta oraz polepszyć bilans płatniczy. W 1976 r. Izba Gmin przyjęła projekty ustaw dotyczących nacjonalizacji przemysłu lotniczego oraz stoczniowego. W kolejnych latach pozycja rządu zaczęła słabnąć. Wybory samorządowe wygrywała Partia Konserwatywna, a rząd stracił większość w Izbie Gmin. Mimo to pod koniec 1978 r. Callaghan cieszył się większym poparciem społecznym niż przewodząca Opozycji Margaret Thatcher.
Sytuacja zmieniła się zimą z 1978 na 1979 r. Spadek jakości świadczeń socjalnych państwa oraz narastający konflikt ze związkami zawodowymi zaowocował tamtej zimy falą strajków w przedsiębiorstwach państwowych (tzw. Zima niezadowolenia). Strajki gwałtownie pogorszyły notowania rządu. Z jego popierania wycofali się liberałowie. 28 marca Izba Gmin uchwaliła wotum nieufności dla jego gabinetu. Za radą królowej Callaghan rozpisał wybory na maj 1979 r. Wybory zakończyły się zwycięstwem Partii Konserwatywnej. Partia Pracy została na 18 lat odsunięta od władzy.

### Polityczna emerytura
Callaghan pozostał liderem Partii Pracy do września 1980 r. Jego następcą został Michael Foot. W 1983 r. Callaghan został najstarszym członkiem Izby Gmin (Father of the House). Obok Foota był jedynym deputowanym, który startował w wyborach 1945 r. W 1987 r. został kawalerem Orderu Podwiązki. W tym samym roku zrezygnował z ubiegania się o reelekcję. Został kreowany parem dożywotnim jako baron Callaghan of Cardiff i zasiadł w Izbie Lordów.
Zmarł w 2005 r. jako najdłużej żyjący premier Wielkiej Brytanii.

## Życie prywatne
W lipcu 1938 r. poślubił Audrey Elizabeth Moulton (28 lipca 1915 – 15 marca 2005). Miał z nią syna i dwie córki. Jedna z nich, Margaret, również była politykiem Partii Pracy i przewodniczącą Izby Lordów latach 1998–2001.
Nosił przydomki „Big Jim” lub „Sunny Jim”. Interesował się rugby, tenisem i rolnictwem. Był baptystą, choć panują opinie, iż w dorosłym życiu skłaniał się ku ateizmowi. Miał 185 cm wzrostu, co czyni go najwyższym premierem w historii Wielkiej Brytanii.

## Publikacje
- Time and Chance, Collins, 1987
- Challenges and Opportunities for British Foreign Policy, Fabian Society, 1975